# Kakan (Afeganistão)
Kakan é uma cidade na província de Badaquexão, situada no nordeste do Afeganistão. Localiza-se na parte norte do rio Kokcha, a uns 38 quilômetros ao norte de Fayzabad.